# Diego Ochsenbein
Diego Frédéric Ochsenbein (auch unter dem Künstlernamen Derrik Olsen bekannt; * 30. März 1923 in Bern; † 11. April 1997 in Basel) war ein Schweizer Sänger der Stimmlage Bassbariton. Ab etwa 1950 benutzte er den Künstlernamen Derrik Olsen.

## Leben und Werk
Diego Ochsenbein wurde am 30. März 1923 in Bern als Sohn des Zahnarztes Ulrich Ochsenbein und seiner Frau Martha Rosalie Schaub geboren. Die Familie war intensiv der Musik zugetan. Diegos Vater verunglückte 1938 tödlich bei einem Reitunfall. Die Mutter zog daraufhin mit ihrem 15-jährigen Sohn in die Westschweiz, wo Diego 1952 seine Matura ablegte und dann ein Studium der Rechte absolvierte und mit dem Lizenziat abschloss. Diego Ochsenbein nahm schon in seiner Jugend in Bern Klavierunterricht. Während seines Jurastudiums studierte er von 1942 bis 1946 parallel zur Universität am Genfer Konservatorium Gesang bei der renommierten Sopranistin Rose Féart.
1945 gehörte Diego Ochsenbein dann vollkommen überraschend beim Genfer Musikwettbewerb zu den Preisträgern und Preisgewinnern. Er lancierte hieraus eine Bühnenkarriere am Grand Théâtre in Genf (von 1945 bis 1951) und dann von 1950 bis 1956 ein festes Engagement am Stadttheater Basel (heute Theater Basel). Er nahm dann in verschiedenen europäischen Ländern eine intensive Gastspieltätigkeit auf. Seit seinem Debüt am Teatro Colón in Buenos Aires 1961 trat er an bedeutenden europäischen Bühnen auf wie beispielsweise 1962 an der Mailänder Scala. Er machte sich auch einen Namen als Konzertsänger.
Wegen einer Hüftgelenksarthrose, die sich in den frühen 1970er Jahren zunehmend bemerkbar machte und nach zwei Hüftoperationen (1972 und 1975) musste Olsen seine Bühnenkarriere und Konzerttätigkeit einschränken und schliesslich ganz aufgeben. Er wirkte ab diesem Zeitpunkt als Professor für Gesang an den Musikhochschulen Genf und Zürich. Er wirkte zudem bereits seit 1958 und bis 1970 als künstlerischer Leiter des Radioorchesters Beromünster von Radio Zürich.